# Garvagh Phoenix
Garvagh Phoenix – północnoirlandzki klub siatkarski z miejscowości Garvagh. Założony został we wrześniu 2015 roku. Swoje mecze rozgrywa w Jim Watt Centre. Obecnie występuje w najwyższej klasie rozgrywkowej w Irlandii Północnej.
W sezonie 2015/2016 zespół występował w 1st Division. W sezonie 2016/2017 po raz pierwszy brał udział w najwyższej klasie rozgrywkowej - National League.

## Bilans sezonów
| Sezon     | Rozgrywki       | Osiągnięcie |
| --------- | --------------- | ----------- |
| 2015/2016 | 1st Division    | 2. miejsce  |
| 2016/2017 | National League | 7. miejsce  |
| 2016/2017 | 1st Division    | 3. miejsce  |
| 2017/2018 | Premier League  | 4. miejsce  |
| 2018/2019 | Premier League  | 4. miejsce  |
| 2018/2019 | 1st Division    | 1. miejsce  |

Poziom rozgrywek:
     pierwszy poziom
     drugi poziom

## Występy w europejskich pucharach
Klub Garvagh Phoenix nigdy nie występował w europejskich pucharach.